# الحزة (همدان)

تعديل مصدري - تعديل

الحزة هي إحدى قرى عزلة ربع همدان بمديرية همدان التابعة لمحافظة صنعاء، بلغ تعداد سكانها 759 نسمة حسب تعداد اليمن لعام 2004.